# Carta di Nicita
La Carta di Nicita è il primo documento della tradizione scrittoria in volgare sardo, si tratta dell'atto di donazione alla basilica e monastero di San Benedetto di Montecassino di terre e delle chiese di Basilica Sancte Marie Dei genetricis Domini, de loco quod diccitur Bubalis e di Sancto Elias de Monte Sancto sottoscritto dal giudice Barisone I di Torres e da suo nipote Mariano. Si tratta del primo documento originale prodotto in palaczio regis nella reggia di Ardara  intorno alla metà dell’XI secolo. La pergamena, dotata di sigillo di piombo con legenda "Barisone rex"è attualmente custodita presso l'archivio dell'abbazia di Montecassino.

## Premessa
Dopo una lunga fase di silenzio documentario, dalla seconda metà dell’XI secolo la Sardegna presentava una produzione documentaria, caratterizzata dall’uso preminente del volgare sardo in campo giuridico, e l’uso cancelleresco del volgare era ormai prassi normale . 
Questa improvvisa rinascita, susseguente a una lunga fase di isolamento linguistico, è stata ricondotta principalmente agli influssi dovuti alla presenza massiccia degli ordini monastici, primi fra tutti i benedettini . 

## Il documento e la storia
memorabimus nobis de omnibus peccatis nostris &  pro  mercede  &  redenzione  anime  nostre  ud ic ed in eternum domini requie  & misericordia inbenire baleamus. Sit tradidimus atque concedimus Basilica Sancte Marie Dei
genetricis Domini, de loco quod diccitur Bubalis,  deinde  Sancto  Elias  de  Monte  Sancto,
cum omnibus que modo  abent  & antea3 iubante Deo dare illis potuerimus cum caritate perfecta.
Sit tradidimus illos monasterios nostros a basilica  &  monasterio  Sancte  Benedictus  qui dicitur Castro  Caxinom  &d  a  donno  Desiderio gratia  Domini  abbas  &  a  suos  succesores  ad abendu, tenendu  atque  possidendu  &  faciendu omnia quidquid utd illis necesaria in isos monasterios.

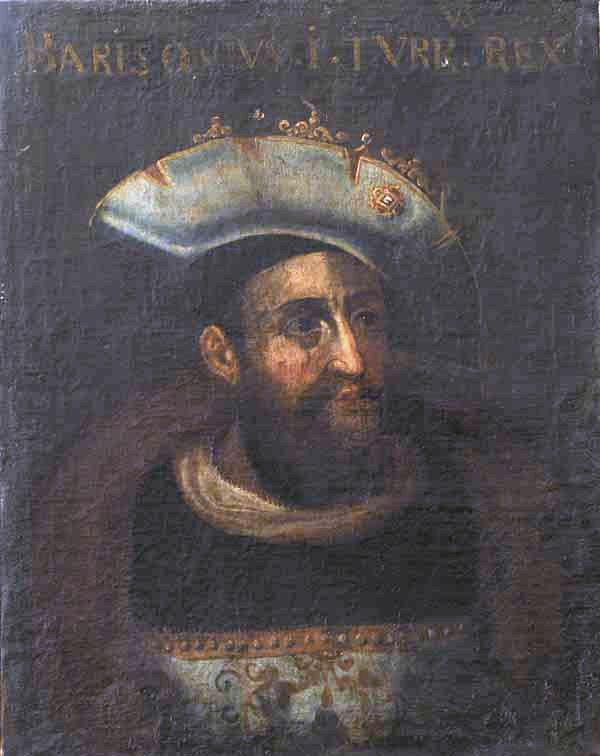
Torchitorio Barisone

Nicita levita scriba scrissi nel palazzo del re, a quell’ora c’era buio e c’era poca luce, e avevo molta fretta. Signore abate di Montecassino, che siete al servizio di Dio e di San Benedetto, non biasimatemi se trovate la lettera scritta male, voi che siete saggio, perdonate nel vostro cuore e pregate per me misero peccatore, di cui sono testimone.»
(Carta di Nicita
)
Il testo riveste una certa importanza sia per l'aspetto linguistico che per quello storico. Infatti da un lato il documento attesta «la sopravvivenza […] di una scripta latina rustica di Sardegna»  dall'altro testimonia i rapporti che vengono a stabilirsi, già nell'XI secolo, tra i Giudici di Torres e l'ordine dei benedettini. 
Nel 1063 Barisone aveva chiesto a Desiderio, abate di Montecassino, l'invio di monaci nel suo «rennu» per fondarvi un monastero. 
Desiderio mandò un gruppo di 12 monaci con codici, reliquie, ed altri oggetti sacri ma questi furono catturati e derubati dai pisani presso l'isola del Giglio e non arrivarono mai a destinazione. 
Barisone sollecitò, facendo pressione anche su papa Alessandro II, fino ad ottenere che i pisani restituissero il maltolto e permettessero ad un nuovo gruppo di monaci di raggiungere l'isola. A seguito di una nuova spedizione nel 1065, i monaci presero possesso dei beni donatigli dal Judike . I beni elencati nel documento comprendevano una vasta area e alcune pertinenze, fra queste le chiese di Santa Maria nel luogo detto Bubalis e la chiesa di Sant'Elia di Monte Santo.